# اکینوکاندین بی
اکینوکاندین بی (به انگلیسی: Echinocandin B) با فرمول شیمیایی C52H81N7O16 یک ترکیب شیمیایی با شناسه پاب‌کم 6436199 است. که جرم مولی آن ۱۰۶۰٫۲۴ گرم بر مول می‌باشد.